# Kom igen Smith
Kom igen Smith er en amerikansk stumfilm fra 1919 af E. Mason Hopper.

## Medvirkende
- J. Warren Kerrigan som Joe Smith
- Henry A. Barrows som Ned Stevens
- William Conklin som Franklin Overton
- Winifred Greenwood som Anne Stevens
- Lois Wilson som Lucy Stevens